# Paradarnoides nesiota
Paradarnoides nesiota är en insektsart som beskrevs av Ramos 1989. Paradarnoides nesiota ingår i släktet Paradarnoides och familjen hornstritar. Inga underarter finns listade i Catalogue of Life.